# كيت لونغ
كيت لونغ (من مواليد 1964) هي كاتبة إنجليزية. اشتهرت بروايتها الأكثر مبيعا دليل الأم السيئة. تعيش في ويتشيرش في شروبشاير.

## السيرة الذاتية
وُلدت كيت لونغ عام 1964 وترعرعت في بلاكرود، وهي قرية تقع بين ويغان وبولتون، وتلقت تعليمها في مدرسة بولتون. في سن 18 غادرت المنزل لدراسة اللغة الإنجليزية في جامعة بريستول، تخرجت مع درجة الشرف من الدرجة الأولى، ثم تدربت للتعليم في إكسموث لمدة عام. لأكثر من عقد من الزمان، درّست في كلية آبي غيت، وهي مدرسة ثانوية خارج تشيستر.
روايتها الأولى، كتيب الأم السيئة، نشرها بيكادور، نشرت في عام 2004 كتاب راديو بي بي سي 4 في وقت النوم ورشحت لجائزة الكتاب البريطاني. تم شراء حقوق الفيلم من قبل روبي فيلمز وITV أنتجت النسخة التلفزيونية في فبراير 2007 الذي بطولة كاثرين تيت. ومنذ ذلك الحين، كتبت ثماني روايات أخرى: ابتلاع الجدة، الملكة الأم، لعبة البنت، أمهات وبناتهن (نُشرت لأول مرة تحت عنوان دليل الأم للغش)، قبل أن تكون لي، أمهات سيئات متحدات وهي تكملة لدليل الأم السيئة، وشئ لا نعلمه إلا.
بالإضافة إلى الروايات، كتبت لونغ لمجلة بي بي سي للحياة البرية، وتعاونت مع هيو وارويك، وميليسا هاريسون وكارولين جيس كوك في مجموعاتهم من المقالات غير الخيالية، ونشرت قصصًا قصيرة في مجلة المرأة نفسها، والمرأة والمنزل، ومجلة تعبير الأحد ونادي الكتاب الليلي.
كتابها الأخير، تعزيز الثقة في الكتابة الإبداعية في KS2، هو دليل حول كيفية تعليم الكتابة الإبداعية للأطفال. تكتب أسبوعيًا عن كيفية إشراك الأطفال بشعر وقصص مثيرة وسهلة المنال.

## روابط خارجية
- Long Official Website